# Laphystia tolandi
Laphystia tolandi är en tvåvingeart som beskrevs av Wilcox 1960. Laphystia tolandi ingår i släktet Laphystia och familjen rovflugor. Inga underarter finns listade i Catalogue of Life.